# Lutherhaus
A Lutherhaus é uma casa museuem Lutherstadt Wittenberg, Alemanha. Originalmente construída 1504, como parte da Universidade de Wittenberg, o edifício foi a casa de Martinho Lutero na maior parte de sua vida adulta e um local significativo na história da Reforma Protestante. Lutero estava vivendo ali, quando ele escreveu suas 95 Teses.
O Augusteum é uma expansão do edifício original que foi construída após a morte de Lutero para abrigar um seminário protestante e uma biblioteca que ainda existem hoje. Desde 1996, ambos os edifícios foram reconhecidos como Patrimônio Mundial da UNESCO.